# Готванд (ГЕС)
Готва́ндська ГЕС або Ве́рхньо-Готва́ндська ГЕС — гідроелектростанція на річці Карун в провінції Хузестан, Іран, що має земляну греблю. Станом на вересень 2013 має встановлену потужність 1000 МВт з можливістю збільшення до 1000 МВт під час здачі у дію другої фази. Дослідження на річці Карун почалася в 1960-х і конкретні пропозиції що до будівництва Верхньо-Готвандської ГЕС були представлені в 1967 році, 1975 році і 1982 році. Після того, як проект і розташування було обрано, подальше дослідження було проведено у 1997 році, тоді ж розпочато попереднє будівництво (дороги, мости, греблі). Річка була відвернута до квітня 2003 року і розкопки розпочалися незабаром після цього. Після завершення будівництва греблі, незабаром після цього розпочалось заповнення водосховища. В церемонії відкриття взяв участь президент Ірану Махмуд Ахмадінежад. Під час виконання першої стадії 5 травня 2012 року було введено в експлуатацію перший генератор, ще два наступних до 18 вересня 2012 і останній у листопаді 2012 року. Друга стадія, за оцінками, має вступити в дію у 2015 році, що надасть греблі статус найбільшої в Ірані електростанції і найвищої земляної греблі
Вниз по течії річки Карун розташована Нижньо-Готвандська гребля заввишки 22 м 32°16′32.51″ пн. ш. 48°50′8.52″ сх. д. / 32.2756972° пн. ш. 48.8357000° сх. д.. Побудована у 1975 - 1977 роках, вона використовується для живлення двох іригаційних каналів що зрошують 42000 га земель сільськогосподарського призначення. 